# Maldita foto
Maldita foto è un singolo della cantante argentina Tini e del cantante colombiano Manuel Turizo, pubblicato nel 2021.

## Video musicale
Il video musicale è stato girato a Miami.

## Tracce
1. Maldita foto – 3:10